# Хаук, Минни
Минни Хаук (англ. Minnie Hauk) — американская оперная певица.

## Биография
Минни Хаук родилась 16 ноября 1851 года в Нью-Йорке. Пела с 12 лет. В детстве училась пению в Новом Орлеане у Курто и пела старинные баллады. В 1866 году в Нью-Йорке Минни дебютировала на оперной сцене в возрасте 14 лет. Продолжила учёбу у А. Эранни и М. Стракоша (1867—1868). Наибольшую популярность в США получила после исполнения партии Джульетты из оперы «Ромео и Джульетта» Гуно в 1867 году в Академии музыки (Нью-Йорк).
В 1866-1891 годах была солисткой крупнейших оперных театров США и Западной Европы: гастролировала в Париже, Амстердаме, Лондоне (1868), в России (1869—1870, Москва и Санкт-Петербург), Берлине (1870-1874, солистка театра «Королевские зрелища»), Вене (1870-1873, солистка Придворного театра), Будапеште (1874), Брюсселе (1878), позже снова в Лондоне (с 1878) и США (до 1891). В 1891 году оставила сцену. После этого Хаук организовала собственную оперную труппу и поставила оперу «Сельская честь» Масканьи в Чикаго 30 сентября. Последние годы жизни Минни Хаук провела в Швейцарии и Германии, где написала воспоминания под названием «Мемуары певицы» («Memories of a singer», Лондон, 1925). Скончалась 6 февраля 1929 года в Трибшене близ Люцерна.

## Творчество
Минни Хаук исполнила около 100 оперных партий. Выступала также в оперетте (например в «Прекрасной Галатее» Франца фон Зуппе). Наибольшую популярность Хаук принесла партия Кармен из одноимённой оперы Бизе. Она исполняла партию в Нью-Йорке (в Академии музыки, 1878 и в «Метрополитен-опера», 1890-91), а также в Париже, Лондоне, Брюселле, нескольких городах Германии.
Среди других партий Хаук: Церлина («Дон Жуан»), Манон («Манон» Массне), Катарина («Укрощение строптивой» Гёца), Селика («Африканка» Мейербера). Пела на разных языках, в том числе на французском (партия Кармен в Брюсселе), венгерском (партия Эржебет Силяди в опере «Ласло Хуньяди» Эркеля в Будапеште), немецком (партии Сенты и Эльзы в «Лоэнгрине» Вагнера в Берлине) и итальянском.